# Resident Evil 4
Resident Evil 4 (укр. Оселя Зла 4), відома в Японії як Biohazard 4 (яп. バイオ ハザード 4) — мультиплатформна відеогра жанру survival horror/шутер від третьої особи, четверта частина серії «Resident Evil». Розроблена студією Capcom Production Studio 4 і початково видана Capcom для GameCube 11 січня 2005 року в Північній Америці, 27 січня в Японії та 18 березня в Європі. Через півроку після виходу оригінального видання, гра була портована на платформу «PlayStation 2». 25 жовтня PlayStation 2 — версія виходить в Північній Америці, 4 листопада у Європі, 11 листопада в Австралії та 1 грудня в Японії. У червні 2007 гра вийшла на «Wii» і Windows. HD-перевидання Resident Evil 4 з'явився 20 вересня 2011 на платформах PlayStation 3 і Xbox 360. Її ремейк було випущено у березні 2023 року.
До липня 2011 року загальні обсяги продажів Resident Evil 4 на всіх платформах перевищили 7 млн примірників, що зробило її найпродаванішою грою в серії. 2012 року Resident Evil 4 була внесена до Книги рекордів Гіннеса як найпродаваніша гра жанру survival horror.
Події розгортаються в 2004 році, через шість років після фіналу другої частини і знищення Раккун-Сіті. Корпорація Umbrella збанкурутувала і, як здається, зомбі більше не загрожуватимуть світу. Леон Скотт Кеннеді, що тепер працює урядовим агентом, вирушає з місією до Європи врятувати Ешлі Грехем, дочку президента США, викрадену таємничим культом. Опинившись в глухому іспанському селищі, Леон викриває зв'язок небезпечного культу з новою причиною виникнення зомбі — паразитом лас-плагас, і планами Альберта Вескера скористатися цим.

## Ігровий процес

### Основи
Resident Evil 4, як і Resident Evil Code: Veronica, повністю тривимірна гра жанру survival horror/шутера від третьої особи, де гравець виступає в ролі персонажа Леона, що мусить боротися з численними ворогами, турбуватися про стан свого здоров'я і вирішувати головоломки для просування сюжетом і отримання високих оцінок своєї вправності. Поряд зі збереженням традиційних елементів, ця гра містить низку нововведень.
Замість зомбі в цій грі основними ворогами є ганадос — люди, заражені паразитом лас-плагас. Вони не відрізняються виглядом від людей, володіють збільшеною силою і більшим, ніж зомбі, інтелектом. Так, ганадос здатні користуватися зброєю, влаштовувати засідки, обходити свою ціль з флангів. При цьому паразит зберігає контроль над нервовою системою жертви після її уражень, тому, до прикладу, ганадос продовжує рухатися навіть будучи обезголовленим. Сам лас-плагас може вистрибнути з тіла і атакувати ціль жалом. Resident Evil 4 має персонажа Ешлі, яка слідує за Леоном, а він повинен оберігати її, за потреби переховуючи від ворогів і лікуючи. Ешлі своєю чергою допомагає підказками, вирішенням головоломок.
Взаємодія з оточенням стала контекстно залежною: у відповідних місцях додаються можливості як вистрибнути у вікно, ухилитися від атаки. Resident Evil 4 має вдосконалену систему поранень ворогів. Їхня поведінка змінюється, залежно від пошкодження різних частин тіла: поранений в руку ворог може впустити зброю, в ногу — впасти тощо На відміну від попередніх ігор, тут наявний лазерний приціл і QTE, коли слід вчасно натиснути відповідні кнопки, щоб виконати певну дію, як ухилитися від нападу.
Інвентар в грі виконаний у вигляді кейса, поділеного на кілька комірок. В ньому зберігаються зброя, боєприпаси, медикаменти, тоді як для елементів головоломок, ключів, існує окреме меню. Предмети можуть продаватися і купуватися у мандрівного торговця, що з'являється в різних місцях протягом всієї гри. Місткість інвентаря може бути з часом збільшена, а зброя — вдосконалена.

### Міні-ігри
В цій грі традиційно для серії є додактові міні-ігри: «Розділені шляхи» (англ. Separate Ways), «Відрядження Ади» (англ. Assigment Ada), «Найманці» (англ. The Mercenaries), «Тир» (англ. Shooting Gallery) і «Розстріл монет» (англ. Coin Shoot). Ці режими відкриваються після першого проходження основної кампанії та дають можливість відкрити додаткові костюми і зброю. Деякі костюми надають особливі можливості, як посилена рукопашна атака, змінюють анімації персонажа і вигляд їхньої зброї.
- Розділені шляхи — гра відбувається за Аду Вонг паралельно до основного сюжету. Впродовж 5-и глав вона намагається завадити Альберту Вескеру відродити корпорацію Umbrella і всіляко допомагає просуванню Леона, хоч той і не здогадується про її допомогу.
- Відрядження Ади — в цій міні-грі Ада Вонг повинна добути зразки паразита Лас-плагас, знищуючи дорогою різноманітних ворогів. Тут неможливо купувати дорогою зброю і зберігати прогрес.
- Найманці — тут метою є знищення супротивників за відведений час у чотирьох місцевостях. Гра доступна за Леона Кеннеді, Аду Вонг, Альберта Вескера, Джека Краузера і Ганка. Кожен з них має особливі прийоми боротьби і зброю. Збиранням бонусів і як винагорода за набір очок і виконання комбінацій атак, гравець отримує додатковий час. За повне проходження міні-гри за усіх персонажів, на всіх місцевостях, і на високі оцінки, отримується новий пістолет.
- Тир — сенс полягає у влучній стрільбі по одних мішенях і збереженні інших.
- Розстріл монет — в цій міні-грі слід стріляти по синіх монетах, щоб за відведений час зібрати якомога більше очок. Доступна тільки в мобільних версіях Resident Evil 4[4].

## Персонажі
- Леон Кеннеді (англ. Leon Kennedy) — урядовий агент, якому доручено знайти викрадену дочку президента США. Кілька років тому вижив у місті Раккун-Сіті, де стався витік Т-вірусу. На час подій гри йому 27 років.
- Ешлі Грехем (англ. Ashley Graham) — 19-ирічна дочка президента США, викрадена з метою зараження паразитом лас-плагас.
- Ада Вонг (Ada Wong) — колишня китайська спецпризначенка, боржниця Альбертова Вескерова, тому повинна доставити йому зразок лас-плагас. Бувши посланою добути паразита разом з Джеком Краузером, вона паралельно працює на «Організацію», яка також зацікавлена в дослідженнях паразита (подвійний агент). Зустріч з Леоном стала несподіванкою для неї, але попри різні цілі вони об'єднують зусилля.
- Інгрід Ганніґан (англ. Ingrid Hannigan) — агент уряду США. Вона дистанційно повідомляє Леону інформацію впродовж виконання ним завдання.
- Луїс Сера (англ. Luis Sera) — колишній іспанський поліцейський, учений, що працював на культ Лос Ілюмінадос. Дізнавшись про цілі його лідера Осмунда Саддлера, вирішив втекти, викравши зразок лас-плагас. Він об'єднується з Леоном і Адою, бачачи, що вони здатні перешкодити культистам у здійсненні їхніх планів.
- Джек Краузер (англ. Jack Krauser) — найманець на службі в Саддлера. Колишній колега Леона, він інсценізував свою смерть, щоб таємно працювати на Альберта Вескера. Впродовж гри він намагається завадити Леону в його пошуках і самому заволодіти зразком лас-плагас. Попри те, що поділяє з Адою ті самі цілі — добути лас-плагас, він не довіряє шпигунці, впевнений, що вона зрадить Вескера.
- Осмунд Саддлер (англ. Osmund Saddler) — лідер культу Лос Іллюмінадос і головний антагоніст Resident Evil 4. Разом з Рамоном Салазаром організував культ, розкопав паразита в замку і поширив його серед місцевого населення, а також ввів собі. Він і організував викрадення Ешлі, щоб заразити її паразитом і повернути в США, де паразит поширився б, зробивши уряд покірним Саддлеру. Його метою є з допомогою лас-плагас створити досконаліший світ.
- Біторез Мендез (англ. Bitores Mendez) — старійшина села, де опинився Леон. Завдяки старшому паразиту в своєму тілі володіє незвичайно великою силою і владою над ганадос, утвореними з селян. Впродовж гри влаштовує полювання на Леона, спрямовує на нього ганадос і розставляє пастки.
- Рамон Салазар (англ. Ramon Salazar) — карлик, нащадок роду, що володів замком і свого часу запечатав там лас-плагас. Він заражений керівним паразитом, щоб дає йому владу над ганадос та вертуґо (vertugo).
- Альберт Вескер (англ. Albert Wesker) — не з'являється особисто (у канві гри він контактує з Адою Вонг по відеозв'язку), але стоїть за подіями Resident Evil 4. Після розпаду Umbrella він прагне відродити корпорацію, очоливши її. Для цього він торгує її розробками, наймає Джека Краузера і Аду Вонг, щоб добути для організації TRICELL лас-плагас.
- Майк (англ. Mike) — пілот бойового гелікоптера, посланий прикрити Леона з повітря в особливо тяжких локаціях.
- Торговець (англ. Merchant) — особливий персонаж та особистість побудови гри: він продає та удосконалює за гроші зброю, скуповує цінності й артефакти. Він кочує приблизно вслід за Леоном та Адою, вибирає тихі місця та локації де нема ґанадос та ворогів.

## Сюжет
Леон Скотт Кеннеді, колишній офіцер поліції Раккун-Сіті, а нині агент уряду США, восени 2004 року отримує завдання знайти і повернути викрадену загадковим культом дочку президента США Ешлі Грехем. Леон вирушає в глухе іспанське селище, де востаннє бачили викрадачів.
Приїхавши на місце, Леон пробує розпитати місцевих жителів, однак ті виявляються неговіркими, а згодом один нападає на Леона і йому доводиться вбити нападника. Вийшовши на зв'язок з Інгрід Ганніген, агентом підтримки, він доповідає про цей випадок, пояснюючи, що не мав вибору окрім як застосування сили. У відповідь він отримує вказівку вирушати до селища і продовжити виконання завдання. Оглянувши тіло, Леон розуміє, що нападник не зомбі. Дорогою в найближче село герой виявляє, що селяни знищили міст, чим відрізали дорогу назад, а також убили поліцейських, які приїхали разом з Леоном. Той заглиблюється в негостинну місцевість, поки не бачить як на площі місцеві жителі спалюють прив'язане до стовпа тіло поліцейського.
Помітивши Леона, люди нападають, але несподівано лунає дзвін і вони йдуть, скинувши Леона на величезний валун. Ухилившись від падіння і пройшовши тунель, герой помічає великий будинок, в одній із шаф якого знаходить і звільняє бранця культу. Але наближаються селяни з місцевим старостою, Біторесом Мендезом і схоплюють обох. Леону вводять паразита лас-плагас, який контролюю розум жертви.
Леон отямлюється в сараї, поруч з Луїсом Серою, колишнім мадридським поліцейським. Коли місцевий житель заходить всередину і намагається зарубати їх сокирою, бранці підставляють під удар кайдани, знешкоджують нападника і тікають. Луїс розповідає, що Ешлі утримується десь у церкві. Зв'язавшись по рації з Ганніген, Леон доповідає про це і вирушає до церкви через таємний прохід.
Минувши кар'єр і склад, Леон добирається до будинку Бітореса Мендеза, в якому знаходить щоденник із записами старости. Мандез намагається задушити незваного гостя, та бачачи його мінливий колір очей, відпускає. Леон береться переслідувати старосту, якого відволікає Ада Вонг і той починає погоню за нею. Пройшовши через кладовище з церквою, герой виходить до озера, сідає в моторний човен з наміром перепливти водойму. На середині озера на човен нападає величезний тритон Дель Лаґо, якого вдається вбити гарпуном.
Врешті Леону вдається визволити Ешлі з полону секти Осмунда Саддлера. Але цей лиходій розкриває свої плани: за допомогою вживленого Ешлі паразита, він підкорить уряд США, коли дочка президента повернеться додому. Вибравшись з селища, Леон з Ешлі намагаються сховатися в замку, каштеляном якого є Рамон Салазар. Їх оточує натовп ганадос і обоє розділяються пастками Салазара. На допомогу приходить Ада Вонг, Леон з боєм пробиває собі шлях через замок, поки не стикається з Салазаром, паразит в якому розвинувся, набувши подоби чудовиська. Він перемагає потвору і вирушає шукати Ешлі. Перед смертю лиходія герой дізнається, що Ешлі було доставлено на острів, в дослідницький центр.
Леон дізнається, що один з його колишніх товаришів, Джек Краузер, живий і причетний до викрадення Ешлі. Він з'ясовує, що Ада й Краузер насправді співпрацюють на користь Альберта Вескера з тією самою метою — добути паразита, виведеного Лос Ілюмінандос. Краузер має намір вбити Саддлера за нагоди, а той віддає Джеку наказ убити Леона, усвідомлюючи, що будь-який розклад подій вийде на його користь. Після боротьби з Краузером Леон здобуває перемогу, дістається до радіотерапевтичного обладнання і видаляє лас-плагас з себе та й з Ешлі. Саддлер бере Аду в заручниці, але також зазнає поразки, вбитий пострілом скинутої Адою ракетниці. Ада забирає зразок паразита вже з рук Леона, і тікає з комплексу на вертольоті, щоб передати Вескеру звичайного лас-плагас, а своїм дійсним керівникам — вдосконалений культом підвид. Вона вмикає таймер самознищення, але наостанок залишає Леону з Ешлі гідроцикл, завдяки чому обоє рятуються до вибуху.

## Оцінки й відгуки
| Агрегатор  | Оцінка                                                                  |
| ---------- | ----------------------------------------------------------------------- |
| Metacritic | NGC: 96/100 PC: 79/100 PS2: 96/100 PS3: 84/100 WII: 91/100 X360: 84/100 |

| Видання                      | Оцінка                                                   |
| ---------------------------- | -------------------------------------------------------- |
| 1Up.com                      | NGC: A PC: A WII: B+                                     |
| Edge                         | NGC: 10/10                                               |
| Famitsu                      | WII: 38/40                                               |
| GameSpot                     | NGC: 9.6/10 PC: 7.8/10 PS2: 9.3/10 WII: 9.1/10           |
| GameSpy                      | NGC: · PC: · PS2: · WII:                                 |
| IGN                          | NGC: 9.8/10 PC: 7.7/10 PS2: 9.5/10 PS3: 8.5/10 WII: 9/10 |
| Nintendo Power               | NGC: 10/10                                               |
| Official Xbox Magazine (США) | X360: 9/10                                               |